# NGC 6525
NGC 6525 — рассеянное скопление в созвездии Змееносец.
Этот объект входит в число перечисленных в оригинальной редакции «Нового общего каталога».